# Mont Shunbetsu
Le mont Shunbetsu (春別岳, Shunbetsu-dake) est une montagne culminant à 1 491 m d'altitude dans les monts Hidaka en Hokkaidō au Japon.